# NGC 1993
NGC 1993 este o galaxie lenticulară situată în constelația Iepurele. A fost descoperită în 6 februarie 1785 de către William Herschel. Se află la o distanță de 42,25 de megaparseci de Pământ.